# Babylonia (slak)
Babylonia is een geslacht van weekdieren uit de klasse van de Gastropoda (slakken).

## Soorten
Deze lijst van twintig soorten is mogelijk niet compleet.
- B. ambulacrum (G.B. Sowerby I, 1825)
- B. angusta (Van Regteren Altena & Gittenberger, 1981)
- B. areolata (Link, 1807)
- B. borneensis (G.B. Sowerby II, 1864)
- B. feicheni (Shikama, 1973)
- B. formosae (G.B. Sowerby II, 1866)
- B. habei (Van Regteren Altena & Gittenberger, 1981)
- B. hongkongensis (Lai & Guo, 2010)
- B. japonica (Reeve, 1842)
- B. kirana (Habe, 1965)
- B. leonis (Van Regteren Altena & Gittenberger, 1972)
- B. lutosa (Lamarck, 1816)
- B. magnifica (Fraussen & Stratmann, 2005)
- B. perforata (G.B. Sowerby II, 1870)
- B. pieroangelai (Cossignani, 2008)
- B. spirata (Linnaeus, 1758)
- B. tessellata (Swainson, 1823)
- B. umbilifusca (Gittenberger & Goud, 2003)
- B. valentiana (Swainson, 1822)
- B. zeylanica (Bruguière, 1789)